# Антониу Бернарду да Коща Кабрал
Антониу Бернарду да Коща Кабрал (на португалски: António Bernardo da Costa Cabral) е португалски политик от партията на картистите.
Роден е на 9 май 1803 година във Форнуш ди Алгодриш и завършва право в Университета на Коимбра. Започва политическата си кариера като радикал, но скоро се сближава с кралица Мария II и като губернатор на Лисабон ликвидира със сила бунтове на радикалите. През 1842 година става министър-председател и получава титлата граф на Тумар (по-късно маркиз на Тумар), но след селски бунтове е отстранен през 1846 година и емигрира в Англия. През 1849 – 1851 година отново оглавява правителството, но остава силно непопулярен.
Антониу Бернарду да Коща Кабрал умира на 1 септември 1889 година в Порту.